# Halvor Asphol
Halvor Asphol (* 15. Juni 1961) ist ein ehemaliger norwegischer Skispringer.
Asphol, der für den Verein Kleive IL startete, bestritt sein erstes Weltcup-Springen am 9. Februar 1980 in Saint-Nizier. Bereits in seinem ersten Springen gelang ihm mit Platz 11 der Gewinn von fünf Weltcup-Punkten. Am 9. März 2008 kam er in Vikersund auf den 8. Platz. Bei der Skiflug-Weltmeisterschaft 1981 in Oberstdorf wurde er Sechster. Nach einem 14. Platz in St. Moritz, einem 6. Platz in Engelberg und einem 9. Platz in Sapporo beendete er seine erste Weltcup-Saison 1980/81 auf Platz 60. in der Gesamtwertung. Die Weltcup-Saison 1981/82 begann ebenso erfolgreich. So konnte er bei der Vierschanzentournee 1981/82 den 5. Platz in der Tournee-Gesamtwertung erreichen. In Bischofshofen gelang ihm dabei mit dem 2. Platz die einzige Podiumsplatzierung seiner Karriere. Obwohl er nach der Tournee keine weiteren Springen in der Saison mehr absolvierte, beendete er diese auf dem 28. Platz in der Weltcup-Gesamtwertung. In der Saison 1983/84 startete er bei insgesamt drei Springen und erreichte jeweils einen Platz unter den ersten Zehn. Nach der Saison beendete er mit einem 34. Platz in der Weltcup-Gesamtwertung seine aktive Skispringerkarriere.

## Erfolge

### Weltcup-Platzierungen
| Saison  | Platz | Punkte |
| ------- | ----- | ------ |
| 1979/80 | 59.   | 13     |
| 1980/81 | 39.   | 19     |
| 1981/82 | 28.   | 30     |
| 1983/84 | 34.   | 31     |